# Сет Шостак
Сет Шостак (англ. Seth Shostak, нар. 20 липня 1943) — американський астроном, старший астроном Інституту SETI і колишній директор Центру досліджень SETI, коли він був окремим відділом.

## Біографія
Шостак виріс у графстві Арлінгтон, штат Вірджинія, і отримав ступінь бакалавра з фізики в Принстонському університеті; докторську дисертацію з астрофізики захистив у Каліфорнійському технологічному інституті.
У 1972—1975 роках працював спочатку в рідному штаті, а згодом у Пенсильванії.
У 1975—1983 роках працював в астрономічному інституті Гронінгенського університету в Нідерландах, загалом працював у Нідерландах до 1988 року. Перш ніж долучитися до досліджень SETI, аналізував рух галактики з допомогою радіотелескопів у США і Нідерландах, шукаючи підказок щодо кінцевої долі Всесвіту.
З 1988 року працює в Каліфорнії. З 1991-го — працівник Інституту SETI, неприбуткової організації, місія якої полягає в тому, щоб «досліджувати, розуміти і пояснювати походження, природу і поширеність життя у Всесвіті». Інститут SETI, розташований у Маунтін-В'ю, штат Каліфорнія, налічує понад 50 дослідників, які вивчають усі аспекти пошуку життя, його походження, середовища, в якому розвивається життя, і його кінцевої долі. Шостак є активним учасником програм спостереження Інституту, з 2001 року працює старшим астрономом. 
З 2002 року веде щотижневе радіо-шоу SETI Big Picture Science. Щотижня Шостак інтерв'ює гостей з останніх наукових досліджень з різних тем: космології, фізики, генетики, палеонтології, еволюційної біології та астробіології. Big Picture Science виходить на Public Radio Satellite System та Public Radio Exchange і доступна для завантаження на вебсайті Інституту SETI та через подкасти. Шостак також веде щомісячне шоу «Skeptic Check», орієнтоване на розвінчання псевдонауки, НЛО та таких практик, як астрологія та біолокація.
У 2010 році він був обраний членом Комітету скептичних розслідувань. Був головою Постійного комітету SETI Міжнародної академії астронавтики у 2003—2012 роках.
Активний популяризатор науки, часто з'являється на телебаченні, зокрема на Discovery Channel, Learning Channel, History Channel, BBC, Nightline, The O'Reilly Factor, Good Morning America, Larry King Live, Coast to Coast AM, NPR, CNN News, National Geographic Television. Опублікував чотири книги, близько 300 популярних статей з астрономії, техніки, кіно і телебачення і часто виступає як перед юною, так і дорослою аудиторією. У 1999 році записав на аудіокасеті дванадцять 30-хвилинних лекцій та відео під назвою «Пошук розумного життя в космосі» для серії навчальних відеокурсів The Great Courses.

### Фільмографія
| Рік  | Назва                           | Роль                                          | Примітки |
| ---- | ------------------------------- | --------------------------------------------- | --- |
| 2008 | День, коли Земля зупинилась     | радник: астробіологія (команда)               | Римейк класичного науково-фантастичного фільму 1951 року про позаземного гостя і його гігантського колеги-робота, які відвідують Землю |
| 2007 | Зоряний шлях: Про богів і людей | працівник з комунікацій на Enterprise (актор) | Відео |

### Теле- чи вебсеріали
| Рік       | Назва                                                        | У ролі                                         | Примітки |
| --------- | ------------------------------------------------------------ | ---------------------------------------------- | --- |
| 2017      | How the Universe Works                                       | самого себе як астронома                       | епізод: "Strangest Alien Worlds"                                                                                      |
| 2013      | Alien Encounters (мінітелесеріал)                            | самого себе як старшого астронома              | епізод: "The Offspring" епізод: "The Invasion"                                                                        |
| 2012-2013 | Ancient Aliens (документальний телесеріал)                   | самого себе як старшого астронома              | епізод: "Destination Orion" епізод: "Aliens and Cover-Ups" епізод: "The Time Travelers" епізод: "The NASA Connection" |
| 2012      | Dara Ó Briain's Science Club (телесеріал)                    | самого себе - SETI Institute                   | епізод: "Space" |
| 2008-2012 | Horizon (документальний телесеріал)                          | самого себе - SETI Institute                   | епізод: "The Transit of Venus: A Horizon Special" епізод: "Are We Alone in the Universe?"                             |
| 2012      | Prophets of Science Fiction (документальний телесеріал)      | самого себе                                    | епізод: "George Lucas"                                                                                                |
| 2011      | Curiosity (документальний телесеріал)                        | самого себе                                    | епізод: "Alien Invasion Are We Ready"                                                                                 |
| 2010      | Ideas That Changed the World (документальний телесеріал)     | самого себе                                    | епізод: "Communication"                                                                                               |
| 2010      | Lost Tapes (телесеріал)                                      | самого себе - старший астроном, SETI Institute | епізод: "Reptilian"                                                                                                   |
| 2010      | Bad Universe (документальний телесеріал)                     | самого себе                                    | епізод: "Alien Attack!"                                                                                               |
| 2010      | Naked Science (документальний телесеріал)                    | самого себе як старшого астронома              | епізод: "Hunt for Aliens" епізод: "Alien Contact(2004)"                                                               |
| 2009      | The Colbert Report (телесеріал)                              | самого себе (гість) - SETI Institute           | епізод: "Episode #5.70"                                                                                               |
| 2007      | UFO Files (документальний телесеріал)                        | самого себе - SETI Institute                   | епізод: "Alien Hunters" епізод (2005):"UFO Hunters" епізод (2005):"The Day After Roswell"                             |
| 2007      | The Universe (документальний телесеріал)                     | самого себе як старшого астронома              | епізод: "Search for E.T."                                                                                             |
| 2007      | Is It Real? (документальний телесеріал)                      | самого себе як астронома                       | епізод: "Life on Mars"                                                                                                |
| 2005      | Extraterrestrial (документальний фільм)                      | самого себе - SETI Institute                   | "SETI Institute" |
| 2005      | How William Shatner Changed the World (документальний фільм) | самого себе - SETI Institute                   | "SETI Search for Extra Terrestrial Intelligence"                                                                      |
| 1998      | Life Beyond Earth (документальний фільм)                     | науковий радник (команда)                      | сценарій Тімоті Ферріса для Public Broadcasting Service                                                               |

## Визнання
Лауреат премії Клюмпке-Робертс 2004 року від Тихоокеанського астрономічного товариства, за видатний внесок у суспільне розуміння та цінування астрономії.
У січні 2010 року обраний членом Комітету скептичних розслідувань.
Був спостерігачем за проектом Phoenix (SETI), а також активним учасником різних міжнародних форумів досліджень SETI. Був головою Постійної групи вивчення SETI Міжнародної академії астронавтики з 2002 по 2012 роки.
Був номінований Інститутом SETI бути одним зі спікерів Наукового та інженерного фестивалю США 2010 року, які розповідають про свою роботу та кар'єру учням середніх і старших класів.
У 2015 році став лауреатом премії імені Карла Сагана за популяризацію науки.

## Особисте життя
Серед хобі Шостака — створення фільмів, залізниця та комп'ютерна анімація. Працюючи в університеті Гронінгена, Нідерланди, заснував компанію комп'ютерної анімації DIGIMA.
Брат Роберта Шостака, розробника реляційної бази даних Paradox.
Навесні 1988 року Сет залишив Гронінген, щоб допомогти своєму братові, який тоді працював над програмним забезпеченням бази даних зображень у Силіконовій долині.
Згідно з його резюме, Шостак має значний обсяг творчого письма, переважно для корпоративних клієнтів. Він також стояв за ідеєю будівництва великого парку на тему космосу і технологій у Нідерландах, а також виставки повітря і космосу в Каліфорнійському науковому центрі, до ради якого він також входить.